# Taurillon à cimier noir
Anairetes nigrocristatus
Pour les articles homonymes, voir Taurillon (oiseau) et Taurillon (homonymie).
Espèce
Répartition géographique
Statut de conservation UICN

 LC  : Préoccupation mineure
Le Taurillon à cimier noir (Anairetes nigrocristatus) est une espèce d'oiseaux de la famille des Tyrannidae.

## Répartition
Son aire s'étend à travers le nord du Pérou et l'extrême sud de l'Équateur.

## Taxinomie
Aucune sous-espèce n'est reconnue,.